# Film di sottomarini

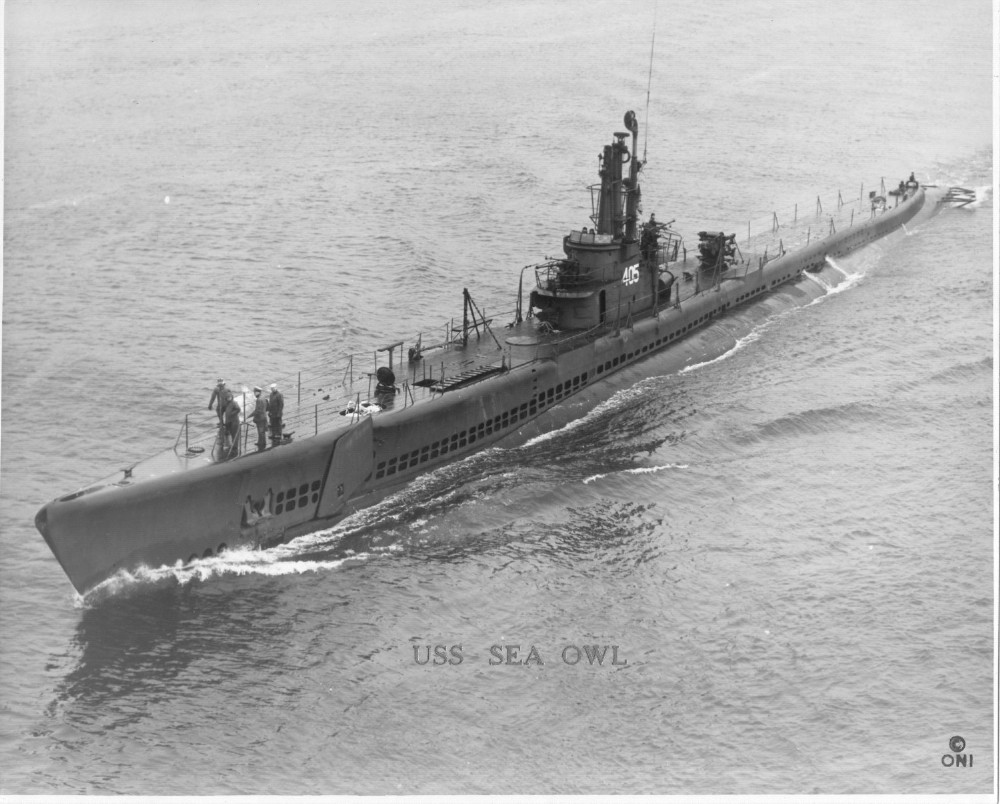
Il sommergibile USS Sea Owl

I film di sottomarini sono quelle pellicole cinematografiche dove l'azione si svolge quasi per intero all'interno di un sottomarino o di un sommergibile, o dove comunque le vicende di un sottomarino e di tutto o parte del suo equipaggio rappresentano la parte centrale della trama; in un senso più esteso, possono essere considerati film di sottomarini anche le pellicole dove un sottomarino e il suo equipaggio rappresentano l'antagonista principale della trama.
Sovente si tratta di film di guerra, spesso ambientati nel corso della seconda guerra mondiale, ma non mancano opere di fantascienza (non di rado apocalittica e post apocalittica) o di ambientazione fantastica.
Come detto, per essere definito "film di sottomarini" l'azione deve svolgersi prevalentemente all'interno di questi; film dove solo parte della trama si svolge all'interno di un sottomarino, quali Agente 007 - La spia che mi amava (1977), 1941 - Allarme a Hollywood (1979) o La leggenda degli uomini straordinari (2003) non rientrano di solito nella categoria.

## Caratteristiche

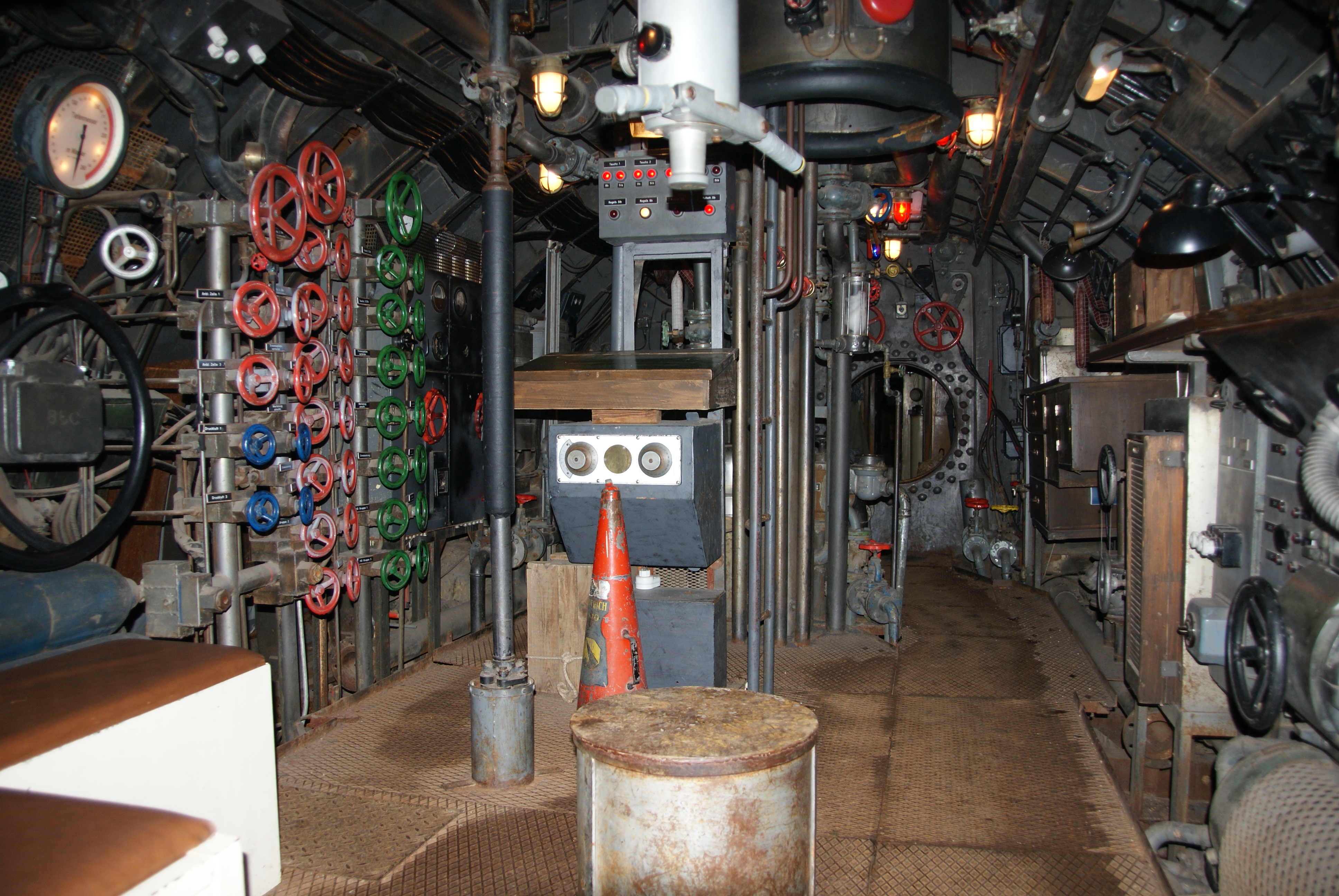
L'interno di un U-Boot tedesco ricostruito ai Bavaria Filmstudio per il film U-Boot 96

Il genere dei "film di sottomarini" può vantare più di 150 titoli prodotti a partire dal 1910. Nella grande maggioranza dei casi si tratta di film di guerra o comunque a tema militare, dove i protagonisti sono gli ufficiali e i marinai componenti l'equipaggio di un sottomarino o un sommergibile appartenente a una marina militare; in rari casi (ad esempio Black Sea o le varie trasposizioni cinematografiche del romanzo Ventimila leghe sotto i mari) l'equipaggio del mezzo subacqueo è composto da civili, impegnati in missioni di esplorazione o ricerca sottomarina, per quanto le dinamiche di base siano fondamentalmente le stesse. L'ambientazione storica comprende più o meno tutti i conflitti in cui siano stati impiegati mezzi subacquei, dalla prima alla seconda guerra mondiale fino alla guerra fredda e ai giorni nostri. Esistono varie pellicole di sottomarini ambientate in scenari fantascientifici o comunque di fantasia: sovente l'ambientazione del film è il risultato di una "terza guerra mondiale" nucleare tra Stati Uniti e Unione Sovietica (come in L'ultima spiaggia), oppure uno scenario subacqueo sconosciuto popolato di creature misteriose e mai viste prima (come in The Abyss o La cosa degli abissi). In rari casi il "film di sottomarini" è intrecciato con altri generi cinematografici: questi casi comprendono pellicole umoristiche e parodistiche (ad esempio, Operazione sottoveste) oppure film dove le tematiche militari sono mischiate ad altre di genere thriller o horror (ad esempio, Below).
Molti degli elementi centrali delle trame dei "film di sottomarini" rispecchiano quelli più generali dei film di guerra: le qualità specifiche dei vari componenti dell'equipaggio del battello, sovente giovani marinai guidati da 
un comandante anziano che incarna una sorta di figura paterna; l'eroismo dei militari impegnati in azioni belliche rischiosissime o in un ambiente profondamente ostile, con la morte sempre in agguato; l'interazione tra l'uomo e i nuovi strumenti tecnologici, compresa la fascinazione per "armi segrete" o dall'alto potere distruttivo.
Un aspetto centrale, sempre presente, che caratterizza queste pellicole è rappresentato dalla tematica del contrasto tra "il dentro" e "il fuori": l'equipaggio di un sottomarino è un microcosmo confinato all'interno di spazi ristretti e claustrofobici, perennemente insidiato da elementi esterni che ne minacciano la sopravvivenza generale secondo una dicotomia del tipo "dentro è bene, fuori è male". "Il dentro" è rappresentato dagli elementi che garantiscono la sopravvivenza e la fratellanza dell'equipaggio: la solidarietà umana tra i marinai, i rapporti gerarchici e di collaborazione organizzata tra i membri della ciurma, il comune interesse alla sopravvivenza che muove i personaggi e il comune destino a cui andranno incontro in caso di catastrofe; "il fuori" rappresenta il nemico, incarnato in presenze fisiche (mezzi navali che danno la caccia al sottomarino, oppure mostri subacquei che lo attaccano quando avvicinati) o costituito dalla sola presenza delle profondità marine, con i pericoli derivanti dalla crescente pressione esercitata dall'acqua sul mezzo in immersione o dalla scarsità di ossigeno a bordo del battello. La presenza di questi elementi porta alcuni autori a parlare dei "film di sottomarini" come di un vero e proprio genere cinematografico.
Molte trame di film di sottomarini sono centrate sulla rottura del precario equilibrio tra "il dentro" e "il fuori" che caratterizza la vita quotidiana di un battello subacqueo. Questa rottura può essere rappresentata dall'intrusione di un elemento "esterno" e minaccioso all'interno del sottomarino, elemento incarnato dalle armi impiegate dal nemico per affondare il mezzo (bombe di profondità, siluri o altro), dalla presenza di sabotatori infiltrati nella ciurma, dallo svilupparsi di malattie tra l'equipaggio o anche solo dall'apertura di falle nello scafo attraverso le quali l'acqua si riversa copiosa dentro il sottomarino. La sicurezza generale può essere messa in crisi dalla rottura del sistema gerarchico che regola la vita di bordo, con conseguenti conflitti interni tra i membri dello stesso equipaggio fino allo scoppio di veri e propri ammutinamenti: un tema ricorrente è, in particolare, lo svilupparsi di un contrasto di opinioni tra il comandante e il suo secondo ufficiale su come far fronte a situazioni impreviste. Situazione molto sfruttata è quella del sottomarino coinvolto in un grave incidente, con il battello immobilizzato sul fondo dell'oceano oppure invaso dall'acqua, dal fuoco degli incendi o (nel caso di sottomarini nucleari) dalle radiazioni fuoriuscite dal reattore. La trama della pellicola si giocherà quindi sugli sforzi dell'equipaggio per sopravvivere agli eventi traumatici e ristabilire l'equilibrio iniziale.

## Principali film

### Ambientati durante la guerra civile americana
- The Hunley, regia di John Gray (Stati Uniti, 1999): film per la televisione basato sulle vere vicende del sottomarino CSS H. L. Hunley, attivo durante la guerra civile americana.

### Ambientati durante la prima guerra mondiale e il periodo interbellico
- Il segreto del sottomarino, regia di George L. Sargent (Stati Uniti, 1915): serial cinematografico muto, considerato perduto.
- A Submarine Pirate, regia di Charles Avery (Stati Uniti, 1915): cortometraggio comico muto con protagonista Sydney Chaplin.
- Femmine del mare, regia di Frank Capra (Stati Uniti, 1928): film muto incentrato su un triangolo amoroso che coinvolge due marinai di un sommergibile statunitense.
- Il sottomarino, regia di John Ford (Stati Uniti, 1930): le vicende di un immaginario sommergibile statunitense intrappolato sul fondo dell'oceano a causa di un incidente.
- Morgenrot, regia di Vernon Sewell e Gustav Ucicky (Germania, 1933): film a tema patriottico narrante le vicende di un sommergibile tedesco impegnato nella battaglia dell'Atlantico della prima guerra mondiale; primo film proiettato in Germania dopo la presa del potere ad opera di Adolf Hitler.
- Hell Below, regia di Jack Conway (Stati Uniti, 1933): le vicende dell'immaginario sommergibile statunitense USS AL-14 impegnato contro i tedeschi nel teatro dell'Adriatico della prima guerra mondiale.
- Sottomarino D1, regia di Lloyd Bacon (Stati Uniti, 1937): la competizione per l'amore della stessa donna divide due ufficiali di uno stesso sommergibile statunitense.
- La spia in nero, regia di Michael Powell (Regno Unito, 1939): thriller spionistico con la centro un sommergibile tedesco della prima guerra mondiale in missione al largo della base britannica di Scapa Flow.
- La tigre del mare, regia di George B. Seitz (Stati Uniti, 1939): il film mette in scena la lotta in mezzo all'oceano tra un sommergibile tedesco e un cacciasommergibili statunitense durante la prima guerra mondiale.
- Uomini sul fondo, regia di Francesco De Robertis (Italia, 1941): le vicende di un immaginario sommergibile della Regia Marina italiana rimasto intrappolato sul fondo del mare dopo un incidente.

Foto di scena del film Uomini sul fondo (1941)

### Ambientati durante la seconda guerra mondiale
- Three Little Sew and Sews, regia di Del Lord (Stati Uniti, 1939): cortometraggio comico slapstick con protagonista il trio de "I tre marmittoni".
- U-Boote westwärts!, regia di Günther Rittau (Germania, 1941): film di propaganda della Germania nazista dedicato alle operazioni degli U-Boot durante la battaglia dell'Atlantico della seconda guerra mondiale.
- Alfa Tau!, regia di Francesco De Robertis (Italia, 1942): film liberamente ispirato alle vere vicende del sommergibile Enrico Toti della Regia Marina.
- Agguato sul fondo, regia di Archie Mayo (Stati Uniti, 1943): le vicende sentimentali di un comandante di sommergibili statunitense sullo sfondo della sua lotta contro le navi corsare tedesche in Atlantico.
- Destinazione Tokio, regia di Delmer Daves (Stati Uniti, 1943): un immaginario sommergibile statunitense opera al largo delle coste giapponesi per preparare l'incursione aerea su Tokyo del 18 aprile 1942.
- The Silver Fleet, regia di Vernon Sewell e Gordon Wellesley (Regno Unito, 1943): durante l'occupazione tedesca, il proprietario di un cantiere navale olandese specializzato nella costruzione di sommergibili si mette a sabotare i battelli prodotti per gli occupanti.
- La tigre del mare, regia di Anthony Asquith (Regno Unito, 1943): le vicende di un immaginario sommergibile della Royal Navy impegnato contro i tedeschi nel Mare del Nord.
- Lo squalo tonante, regia di George Waggner (Stati Uniti, 1951): John Wayne comanda un sommergibile della US Navy impegnato a combattere i giapponesi nelle acque dell'oceano Pacifico.
- Ubåt 39, regia di Hampe Faustman (Svezia, 1952): trasposizione cinematografica di un'opera teatrale del 1939, vagamente ispirata alle vicende del sommergibile tedesco U-39.
- I sette dell'Orsa maggiore, regia di Duilio Coletti (Italia, 1953): pellicola dedicata alle imprese dei sabotatori subacquei della Xª Flottiglia MAS della Regia Marina contro Gibilterra e Alessandria d'Egitto.
- Immersione rapida, regia di Lew Landers (Stati Uniti, 1953): altra pellicola del ricco filone dedicato ai sommergibili statunitensi in azione nel Pacifico.
- La grande speranza, regia di Duilio Coletti (Italia, 1954): vagamente ispirato alle gesta reali del sommergibile Comandante Cappellini della Regia Marina durante la guerra.
- Sopra di noi il mare, regia di Ralph Thomas (Regno Unito, 1955): versione romanzata degli eventi dell'operazione Source, il danneggiamento della corazzata tedesca Tirpitz ad opera di sommergibili tascabili della Royal Navy.
- Le pantere dei mari, regia di Nathan Juran (Stati Uniti, 1957): un'altra pellicola dedicata ai sommergibili statunitensi nel Pacifico; questa volta il comandante del battello è Ronald Reagan, futuro presidente degli Stati Uniti.
- Duello nell'Atlantico, regia di Dick Powell (Stati Uniti, 1957): il lungo duello individuale tra un cacciatorpediniere statunitense e un U-Boot tedesco nelle acque dell'Atlantico.
- U 47 – Kapitänleutnant Prien, regia di Harald Reinl (Germania Ovest, 1958): rappresentazione delle gesta del comandante di U-Boot Günther Prien e del suo sommergibile U-47
- Mare caldo, regia di Robert Wise (Stati Uniti, 1958): ennesima pellicola dedicata ai sommergibili statunitensi nel Pacifico, con al centro il conflitto personale tra il comandante del battello Clark Gable e il suo secondo Burt Lancaster.
- U-570 Contrattacco siluri, regia di Spencer Gordon Bennet (Stati Uniti, 1958): un sommergibile tascabile statunitense è impegnato in una rischiosa missione di ricognizione al largo delle coste del Giappone.
- Inferno sul fondo, regia di Joseph Pevney (Stati Uniti, 1958): le imprese del sommergibile statunitense comandato da Glenn Ford impegnato a dare la caccia a una portaerei giapponese nel Pacifico.
- La battaglia del Mar dei Coralli, regia di Paul Wendkos (Stati Uniti, 1959): l'equipaggio di un sommergibile statunitense impegnato in una delicata missione segreta cade in mano ai giapponesi dopo che il battello viene affondato.
- Lupi nell'abisso, regia di Silvio Amadio (Italia, 1959): l'equipaggio di un sommergibile della Regia Marina cerca di sopravvivere dopo che il battello è stato colato a picco dal nemico.
- Operazione sottoveste, regia di Blake Edwards (Stati Uniti, 1959): film comico con al centro le vicende nel Pacifico di un sommergibile statunitense e del suo variegato equipaggio; considerato un classico e una delle pellicole più note del suo genere[2].
- Orzeł, regia di Leonard Buczkowski (Polonia, 1959): versione romanzata delle reali vicende del sommergibile polacco ORP Orzeł durante la seconda guerra mondiale.
- Quota periscopio!, regia di Gordon Douglas (Stati Uniti, 1959): un sommergibile statunitense cerca di infiltrare un sabotatore subacqueo all'interno di una base navale giapponese.
- Mystery Submarine, regia di C. M. Pennington-Richards (Regno Unito, 1963): un U-Boot tedesco catturato dai britannici è usato come una sorta di "cavallo di Troia" contro i suoi precedenti proprietari.
- Finché dura la tempesta, regia di Charles Frend e Bruno Vailati (Italia-Francia, 1963): il confronto al largo di Tangeri tra un sommergibile italiano e un cacciatorpediniere britannico che lo bracca; vagamente ispirato a un episodio reale che vide coinvolto il sommergibile Michele Bianchi della Regia Marina.
- Sfida negli Abissi, regia di William A. Graham (Regno Unito, 1968): nuova versione cinematografica degli eventi dell'operazione Source della seconda guerra mondiale.
- L'uomo che venne dal nord, regia di Peter Yates (Regno Unito, 1971): quasi alla fine della guerra, il sopravvissuto all'affondamento di un mercantile tenta in tutti di modi di colare a picco l'U-Boot che lo silurò, ora nascosto in Venezuela.
- U-Boot 96, regia di Wolfgang Petersen (Germania, 1981): un'altra pellicola considerata uno dei classici del genere, con al centro le vicende di un U-Boot tedesco e del suo equipaggio in azione nell'Atlantico; ispirato al romanzo Das Boot di Lothar-Günther Buchheim del 1973, per via della sua minuziosa ricostruzione storica è spesso considerato come la migliore opera cinematografica dedicata agli U-Boot della seconda guerra mondiale[3].
- L'ultimo U-Boot, regia di Frank Beyer (Germania, 1993): un U-Boot tedesco che trasporta un carico di plutonio per costruire la bomba atomica è in viaggio verso il Giappone nell'aprile 1945, quando viene informato della morte di Hitler e della fine della guerra.
- U-571, regia di Jonathan Mostow (Stati Uniti-Francia, 2000): l'equipaggio di un sommergibile statunitense si impossessa di un U-Boot tedesco in avaria nell'Atlantico per recuperare dei codici di comunicazione segreti; molto liberamente ispirato a un episodio della seconda guerra mondiale che però vedeva per protagonisti i britannici e non gli statunitensi, il che causò proteste da parte del governo di Londra[4].
- Below, regia di David Twohy (Stati Uniti, 2002): thriller a tinte horror con un sommergibile statunitense vittima di strani incidenti mentre si trova in azione contro i tedeschi nell'Atlantico.
- U-429 - Senza via di fuga, regia di Tony Giglio (Stati Uniti, 2004): il duello tra un sommergibile statunitense e un U-Boot tedesco nelle acque dell'Atlantico.
- Manatsu no Orion, regia di Tetsuo Shinohara (Giappone, 2009): il duello tra un sommergibile giapponese e un cacciatorpediniere statunitense nelle acque di Okinawa durante gli ultimi giorni di guerra.
- L'affondamento del Laconia, regia di Uwe Janson (Regno Unito-Germania, 2010): miniserie televisiva narrante la versione romanzata dei reali avvenimenti dell'affondamento del Laconia del 12 settembre 1942.
- Comandante, regia di Edoardo De Angelis (Italia, 2023): film con protagonista Pierfrancesco Favino nel ruolo di Salvatore Todaro, comandante del sommergibile Comandante Cappellini durante la seconda guerra mondiale.

### Ambientati durante la guerra fredda
- I maledetti, regia di René Clément (Francia, 1947): dopo la caduta del Terzo Reich, un gruppo di gerarchi nazisti e collaborazionisti vari cerca di fuggire dalla Germania alla volta dell'America meridionale a bordo di un sommergibile.
- Il sottomarino fantasma, regia di Douglas Sirk (Stati Uniti, 1950): dopo la conclusione della seconda guerra mondiale, un agente della Central Intelligence Agency cerca di contrastare le mosse di un comandante di U-Boot tedesco che non si rassegna alla sconfitta.
- Morning Departure, regia di Roy Ward Baker (Regno Unito, 1950): l'equipaggio di un sottomarino britannico tenta di sopravvivere all'affondamento della propria unità durante un'esercitazione.
- Squali d'acciaio, regia di John Farrow (Stati Uniti, 1951): un'altra pellicola dedicata alle imprese dei sommergibili statunitensi nel Pacifico, tra fine della seconda guerra mondiale e l'inizio della guerra di Corea.
- Operazione mistero, regia di Samuel Fuller (Stati Uniti, 1954): temendo un'aggressione nucleare da parte di nemici comunisti, alcuni privati cittadini statunitensi organizzano una missione di spionaggio al largo delle coste asiatiche a bordo di un vecchio sommergibile giapponese della seconda guerra mondiale.
- Stato d'allarme, regia di James B. Harris (Stati Uniti, 1965): un cacciatorpediniere americano dà la caccia a un sottomarino sovietico nelle acque dell'Islanda, portando il confronto fino alle estreme conseguenze.
- U-112 assalto al Queen Mary, regia di Jack Donohue (Stati Uniti, 1966): un gruppo di avventurieri trova un sommergibile tedesco della seconda guerra mondiale affondato, lo recupera e prepara una rapina ai danni del transatlantico Queen Mary.
- Arrivano i russi, arrivano i russi, regia di Norman Jewison (Stati Uniti, 1966): film comico con al centro i rapporti tra gli abitanti di una piccola isola degli Stati Uniti e l'equipaggio di un sottomarino sovietico finito per errore con l'incagliarsi lungo la costa.
- Base artica Zebra, regia di John Sturges (Stati Uniti, 1968): un sommergibile nucleare statunitense riceve istruzioni di prestare soccorso a una stazione meteorologica britannica situata nelle vicinanze del Polo Nord, scoprendo che anche i sovietici sono interessati a quanto avvenuto nella base.
- Assault on the Wayne, regia di Marvin J. Chomsky (Stati Uniti, 1971): un sottomarino statunitense è vittima di sabotaggi da parte di agenti nemici, interessati a impossessarsi del suo innovativo sistema di guida dei missili.
- Salvate il Gray Lady, regia di David Greene (Stati Uniti, 1978): un sottomarino statunitense viene speronato da una nave cargo durante una fitta nebbia e si deve arenare sul fondale oceanico; l'equipaggio e i soccorritori dovranno collaborare per salvare la vita delle persone a bordo.
- Full Fathom Five, regia di Carl Franklin (Stati Uniti, 1990): nei giorni precedenti l'invasione statunitense di Panama, un sottomarino della US Navy deve fronteggiare un battello sovietico catturato da agenti panamensi.
- Caccia a Ottobre Rosso, regia di John McTiernan (Stati Uniti, 1990): un ufficiale sovietico (Sean Connery), al comando di un ultramoderno sottomarino lanciamissili, decide di disertare a favore degli Stati Uniti portando il suo battello con sé; trasposizione del romanzo La grande fuga dell'Ottobre Rosso di Tom Clancy, è una delle pellicole più conosciute del genere dei "film di sottomarini"[5].
- Buried on Sunday, regia di Paul Donovan (Canada, 1992): gli abitanti di una piccola isola della Nuova Scozia, in piena crisi economica, si impossessano di un sottomarino sovietico abbandonato dall'equipaggio e, con gli armamenti nucleari di bordo a disposizione, si proclamano come uno Stato indipendente.
- Minaccia nell'Atlantico, regia di David Drury (Regno Unito, 1997): un sottomarino nucleare sovietico e uno statunitense entrano in collisione nelle acque dell'Atlantico, e i due equipaggi dovranno collaborare per evitare una catastrofe radioattiva; vagamente ispirato alle reali vicende del sottomarino sovietico K-219.
- Ghazi Shaheed, regia di Kazim Pasha (Pakistan, 1998): versione romanzata degli eventi che portarono all'affondamento del sottomarino pakistano PNS Ghazi durante la terza guerra indo-pakistana.
- K-19, regia di Kathryn Bigelow (Regno Unito-Stati Uniti-Germania, 2002): durante il suo viaggio inaugurale, il primo sottomarino sovietico a propulsione nucleare accusa un grave guasto al reattore, scatenando un conflitto tra il comandante e il suo secondo su cosa sia meglio fare; ispirato alle reali vicende del sottomarino sovietico K-19[5].
- Phantom, regia di Todd Robinson (Stati Uniti, 2013): il comandante di un sottomarino sovietico, che soffre segretamente di attacchi epilettici che alterano la sua percezione della realtà, dovrà salvare il mondo da una possibile guerra nucleare; vagamente ispirato alle reali vicende del sottomarino K-129[5].
- The Ghazi Attack, regia di Sankalp Reddy (India, 2017): seconda pellicola dedicata all'affondamento del sottomarino pakistano PNS Ghazi, questa volta narrato dal punto di vista degli indiani.

### Ambientati dopo la guerra fredda
- Allarme rosso, regia di Tony Scott (Stati Uniti, 1995): un sottomarino lanciamissili nucleari statunitense riceve l'ordine di lanciare verso una base russa caduta in mano a ribelli, generando un duro scontro tra il comandante e il suo secondo su cosa fare.
- Giù le mani dal mio periscopio, regia di David S. Ward (Stati Uniti, 1996): film comico con al centro le parodistiche vicende dell'equipaggio di un sommergibile statunitense, ormai obsoleto e prossimo alla radiazione.
- Captured, regia di Damian Lee e Jim Wynorski (Stati Uniti, 2000): un sottomarino statunitense che trasporta un pericoloso agente virologico è attaccato da un gruppo di terroristi.
- Minaccia sotto il mare, regia di Jon Cassar (Stati Uniti, 2001): a causa di un test missilistico nordcoreano finito male, il comandante di un sottomarino lanciamissili nucleari statunitense si convince che sia scoppiata la terza guerra mondiale e si prepara a lanciare a sua volta.
- 72 Meters, regia di Vladimir Khotinenko (Russia, 2004): un vecchio sottomarino sovietico, ora in forza alla Marina russa, è vittima di un grave incidente durante un'esercitazione.
- Phantom Below, regia di Brian Trenchard-Smith (Stati Uniti, 2005): un sottomarino statunitense è inviato a compiere una rischiosa missione segreta al largo delle coste della Corea del Nord.
- Black Sea, regia di Kevin Macdonald (Stati Uniti-Regno Unito-Russia, 2014): un variegato equipaggio di marinai privati sale a bordo di un vecchio sottomarino sovietico per dare la caccia a un tesoro sepolto negli abissi del Mar Nero.
- Hunter Killer - Caccia negli abissi, regia di Donovan Marsh (Stati Uniti-Cina, 2018): in seguito ad un colpo di Stato in Russia, il comandante di un sottomarino statunitense si troverà suo malgrado a dover salvare il presidente russo per evitare un conflitto mondiale.
- Kursk, regia di Thomas Vinterberg (Francia-Belgio, 2018): versione romanzata dei reali eventi dell'affondamento del sottomarino russo K-141 Kursk.
- Wolf Call - Minaccia in alto mare, regia di Antonin Baudry (Francia, 2019): un sottomarino francese in missione davanti alle coste della Siria si ritrova coinvolto nei prodromi di una terza guerra mondiale con la Russia.

### Ambientazione fantastica o fantascientifica
- Ventimila leghe sotto i mari, regia di Georges Méliès (Francia, 1907): cortometraggio muto, prima trasposizione cinematografica del classico di Jules Verne Ventimila leghe sotto i mari.
- Ventimila leghe sotto i mari, regia di Stuart Paton (Stati Uniti, 1916): seconda trasposizione del romanzo di Verne.
- Ventimila leghe sotto i mari, regia di Richard Fleischer (Stati Uniti, 1954): terza trasposizione del romanzo di Verne, per la prima volta a colori.
- L'ultima spiaggia, regia di Stanley Kramer (Stati Uniti, 1959): circa un anno dopo lo scoppio di una terza guerra mondiale nucleare, l'equipaggio di un sottomarino statunitense vaga alla ricerca di un luogo della Terra che non sia stato contaminato dalle radiazioni.
- The Atomic Submarine, regia di Spencer Gordon Bennet (Stati Uniti, 1959): un sottomarino nucleare statunitense si ritrova a contrastare un'invasione aliena nelle acque dell'Artico.
- Viaggio in fondo al mare, regia di Irwin Allen (Stati Uniti, 1961): l'equipaggio di un sottomarino nucleare deve impedire una catastrofe ambientale che minaccia di estinguere la vita sulla Terra.
- Atragon, regia di Ishirō Honda (Giappone, 1963): un misterioso impero subacqueo dichiara guerra all'umanità, venendo contrastato dalla ciurma di un ipertecnologico sottomarino giapponese.
- Viaggio allucinante, regia di Richard Fleischer (Stati Uniti, 1966): un sottomarino e il suo equipaggio, miniaturizzati a livello microscopico, sono iniettati nel corpo di uno scienziato in coma per andare a eseguire un delicato intervento chirurgico al cervello.
- Yellow Submarine, regia di George Dunning (Regno Unito-Canada, 1968): film d'animazione con protagonisti i Beatles, impegnati in una serie di avventure a bordo del loro sottomarino giallo.
- Captain Nemo and the Underwater City, regia di James Hill (Regno Unito, 1969): una nuova avventura per il Capitano Nemo e il suo sottomarino Nautilus.
- L'odissea del Neptune nell'impero sommerso, regia di Daniel Petrie (Canada, 1973): una squadra di ricercatori si ritrova dispersa con il suo sottomarino nelle profondità di un oceano popolato da mostruose creature.
- La terra dimenticata dal tempo, regia di Kevin Connor (Regno Unito-Stati Uniti, 1975): un U-Boot della prima guerra mondiale perde la rotta e giunge così ad una isola sconosciuta nei pressi dell'Antartide, rimasta allo stadio primitivo e popolata da dinosauri, animali preistorici e tribù di cavernicoli.
- The Abyss, regia di James Cameron (Stati Uniti, 1989): un sottomarino statunitense è inviato a soccorrere un battello affondato nelle acque dei Caraibi, ma si imbatte in strani organismi fluttuanti
- La cosa degli abissi, regia di Juan Piquer Simón (Stati Uniti-Spagna, 1990): nel corso di una missione, l'equipaggio di un sottomarino scoprirà che in una caverna subacquea hanno luogo esperimenti genetici che hanno dato vita a mostruose creature.
- L'ultima spiaggia, regia di Russell Mulcahy (Stati Uniti-Australia, 2000): sopravvissuto a una terza guerra mondiale nucleare, un sottomarino statunitense raggiunge l'Australia nel tentativo di trovare un luogo non contaminato dalle radiazioni; remake dell'omonimo film del 1959.
- Ghostboat, regia di Stuart Orme (Regno Unito, 2006): un sommergibile della Royal Navy scomparso nel nulla durante la seconda guerra mondiale riappare misteriosamente intatto nel 1981.

## Documentari
- Funeral of the Heroes of the Submarine A.1 (Regno Unito, 1904): cortometraggio muto, di regista sconosciuto, prodotto dalla Hepworth e che documenta i funerali dell'equipaggio del sommergibile HMS A1 della Royal Navy perito in un incidente il 18 marzo 1904.